# مشير القوات الجوية
«مشير القوات الجوية» (رتبة خمس نجوم) هو المصطلح الإنجليزي لأكبر رتبة لمسؤة ل في عدد من القوات الجوية. يمكن اعتبار الرتب الموصوفة في هذا المصطلح من رتب «المارشالات».
لا يوجد سلاح الجو في بلد ناطق باللغة الإنجليزية يستخدم رسميًا الاسم «مارشال القوات الجوية» حرفيا، على الرغم من أنه يستخدم أحيانًا كشكل مختصر من الاسم الكامل. في العديد من قوات طيران الكومنولث والعديد من القوات الجوية في الشرق الأوسط، يتم تسمية المراتب العليا في سلاح الجو «مارشال» أو «مشير»، متبوعًا باسم سلاح الجو (على سبيل المثال مارشال سلاح الجو الملكي الأسترالي).
استخدمت البرازيل وإيطاليا ألقاب الرتبة التي تترجم حرفيًا كـ «مارشال أوف إير» ، بينما ترجمت رتبة البرتغال «مارشال القوات الجوية». استخدم الناطق بالالمانية فيلد مارشال (في سلاح الجو الألماني) رتبة جنرال فيلد مارشال (يستخدمها الجيش الألماني أيضًا). احتل هيرمان جورينج أعلى رتبة في الرايخ بريتة مارشال الرايخ.
المثال الأول لاستخدام هذه الرتبة كان مارشال سلاح الجو الملكي، الذي أنشئ على الورق في عام 1919 واحتفظ به اللورد ترينشارد لأول مرة (من عام 1927 فصاعدا). تبنت دول الكومنولث الأخرى لاحقًا نسختها الوطنية الخاصة من الرتبة، ولكن على عكس المملكة المتحدة، فإنها لم تستخدمها إلا كرتبة شرفية.

## الشارات والأعلام

### رتبة شارة
هناك مجموعة متنوعة من شارات الرتبة المستخدمة من قبل القوات الجوية المختلفة. يستمد البعض، مثل سلاح الجو الملكي، النموذج من شريط الأكمام للحصول على <a href="./%D8%A3%D9%85%D9%8A%D8%B1%D8%A7%D9%84%20%D8%A7%D9%84%D8%A3%D8%B3%D8%B7%D9%88%D9%84" rel="mw:WikiLink" data-linkid="undefined" data-cx="{&amp;quot;userAdded&amp;quot;:true,&amp;quot;adapted&amp;quot;:true}">أميرال الأسطول</a>، باستخدام فرقة عريضة زرقاء فاتحة على شريط أسود عريض مع أربعة أشرطة زرقاء ضيقة كل منها على أشرطة سوداء أوسع قليلاً. يستخدم الآخرون النجوم التي تكون عادةً 5 نجوم. 

مارشال القوات الجوية الملكية  [لغات أخرى]‏ ( المملكة المتحدة )
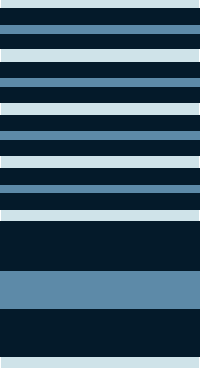
مشير القوات الجوية الهندية ( الهند )
مارشال سلاح الجو الملكي الأسترالي ( أستراليا )
مارشال سلاح الجو الملكي النيوزيلندي ( نيوزيلندا )
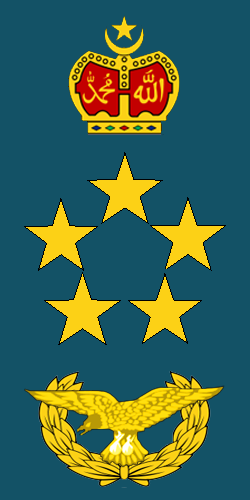
مارشال سلاح الجو الملكي الماليزي ( ماليزيا )
المارشال الكبير ( مارسكال بيسار ) ( اندونيسيا )
مارشال القوات الجوية الملكية التايلاندية (จอมพล อากาศ) ( تايلاند )
مشير سلاح الجو ( ماريشال دو ) ( البرازيل )

### أعلام القيادة

مارشال القوات الجوية الملكية  [لغات أخرى]‏ ( المملكة المتحدة )
مارشال القوات الجوية الملكية التايلاندية (จอมพล อากาศ) ( تايلاند )
مشير القوات الجوية الهندية ( الهند )

## حاملي الرتبة الحاليين

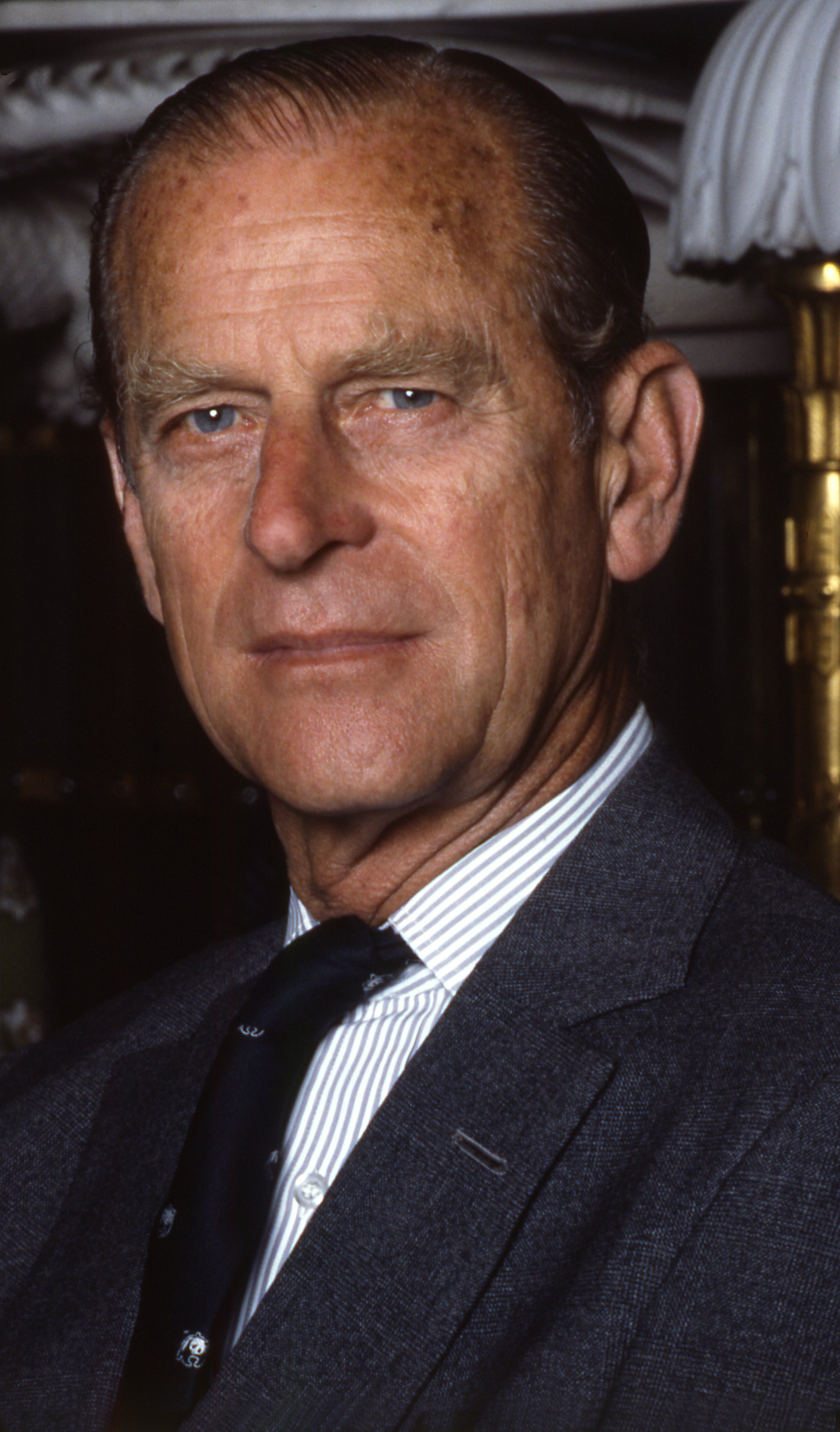
الأمير فيليب ، دوق إدنبرة، حاصل على رتبة مارشال من سلاح الجو الملكي، ومارشال سلاح الجو الملكي الأسترالي، ومارشال سلاح الجو الملكي النيوزيلندي.

اعتبارًا من عام 2017، هناك 14 فردًا حيا يحملون أو حاصلوا على الرتبة أو ما يعادلها. 10 من هؤلاء الذين تم تعيينهم في هذا المنصب بصفة شرفية، بما في ذلك ملكة تايلاند سيريكيت ودوق أدنبرة وأمير ويلز الورئيس الحالي لماليزيا. في حالة ماليزيا، تم تعيين يانغ دي بيرتوان أغونغ المنتخب مارشالًا في سلاح الجو بناءا عى منصبه كرئيس للدولة، لكنه تخلى عن هذا المنصب بعد الانتهاء من ولايته. ومع ذلك، يمكن إعادة تعيينه في الرتبة إذا خدم فترة أخرى لاحقا.
يحمل دوق أدنبرة الرتبة الشرفية لمشير سلاح الجو الملكي (البريطاني)، وكذلك الرتب الشرفية لمارشال سلاح الجو الملكي الأسترالي ومارشال سلاح الجو الملكي النيوزيلندي؛ ولكن نظرًا لصغر حجمها، لم تستخدم أي من القوتين الجويتين الأخيرتين في الرتبة فيها في أي وقت. على الرغم من أن رتبة مارشال سلاح الجو الملكي الكندي كانت موجودة على الورق حتى عام 1968، لم يتم تعيين دوق أدنبرة في هذه الرتبة ولا فياية رتب أخرى من فئة 5 نجوم الكندية قبل إلغائها في ذلك العام. في عام 2012، تم تعيين ابنه، أمير ويلز، في الرتبة البريطانية.

## استخدام خيالي
ذكرت رتبة ضابط في سلاح الجو في كتاب رولد دال العملاق الودود الضخم. كان دال نفسه ضابط في سلاح الجو الملكي خلال الحرب العالمية الثانية.